# Erythroxylum tucuruiense
Erythroxylum tucuruiense är en tvåhjärtbladig växtart som beskrevs av T. Plowman. Erythroxylum tucuruiense ingår i släktet Erythroxylum och familjen Erythroxylaceae. Inga underarter finns listade i Catalogue of Life.